# Brügelmann (Marke)
Unter dem Gründernamen Brügelmann wurde 1932 in Frankfurt am Main ein Fahrradgeschäft gegründet, welches später zum bedeutendsten Versandhändler für Fahrradteile und Fahrräder in Deutschland wurde. Das zuletzt unter dem Namen Brügelmann Fahrrad GmbH Fahrradversand firmierende Unternehmen musste im Jahr 2009 jedoch einen Insolvenzantrag stellen. Die Marken- bzw. Namensrechte erwarb in der Folge die Internetstores GmbH, welche einen Online-Fahrradhandel unter der Bezeichnung Brügelmann in eigenem Namen bis zur Insolvenz Ende April 2024 fortführte.

## Geschichte des Familienunternehmens Brügelmann

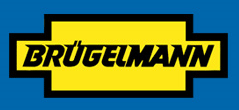
Ursprüngliches Brügelmann-Logo

Das Unternehmen Brügelmann wurde 1932 gegründet und bis 2009 unter anderem von Manfred Brügelmann, dem Sohn des Unternehmensgründers, als GmbH geführt. Brügelmann galt als „Pionier der Fahrradversender“ und war bis in die 1990er Jahre der größte Radsportversender Deutschlands und einer der größten der Welt. Der Versandhändler, der an Kunden regelmäßig einen umfangreichen Katalog verschickte, hatte zeitweise 50 Mitarbeiter. Das Sortiment umfasste hauptsächlich Räder und Komponenten für den Radrennsport und Tourenfahrer. Alltagsfahrräder wurden kaum angeboten. Das Ladengeschäft, welches bis zuletzt betrieben wurde, befand sich zunächst in Frankfurt am Main-Bockenheim, später wurde ein größerer Komplex in Sulzbach bei Frankfurt mit großer Ausstellungsfläche bezogen.
In der Zeit vor dem Mountainbikeboom war Brügelmann ein wichtiger Lieferant für Freizeitradsportler und Profimannschaften. Brügelmann stand in dem Ruf, Ersatzteile auf Vorrat zu haben, die andere Lieferanten nicht liefern konnten, was unter anderem auf persönliche Kontakte der Familie zu den einschlägigen Herstellern zurückzuführen war. Man konnte sich auch Teile an jeden Ort der Welt schicken lassen, als registrierter Kunde reichte dazu ein Anruf oder eine Postkarte. Für Fahrradfernreisende war das nicht selten die einzige Möglichkeit, an spezielle Ersatzteile zu kommen. Außerdem war auch ein Großteil der herstellerspezifischen Spezialwerkzeuge zu erwerben, um eigene Arbeiten durchführen zu können.
Jährlich wurde ein ausführlicher Ersatzteilkatalog herausgegeben, der von deutschen Fahrradgeschäften gern als Referenzpreisliste und wegen der ausführlichen Tabellen als Nachschlagewerk benutzt wurde. Brügelmann war außerdem lange Hauptsponsor der Radbundesliga und des Bundes Deutscher Radfahrer. Im Zuge dessen gab es viele Artikel mit eigenen Werbeaufschriften, wie z. B. Flaschen, Trikots und Handtücher. Die meisten Artikel waren auch für Kunden erhältlich.
Zuletzt teilte sich Manfred Brügelmann die Geschäftsführung mit dem Mitgeschäftsführer Torsten Hildebrand. Da die Entwicklungen im Bereich der Mountainbikes und später im Bereich des Internetversands nicht so konsequent wie von Mitbewerbern verfolgt und beachtet wurden, kam das Unternehmen in wirtschaftliche Schwierigkeiten. Ein weiterer Grund wurde in mangelndem Warenumschlag vermutet: „Ein Lager mit unzähligen Schächtelchen, Karteikarten und ein dicker Katalog seien (im Zeitalter des Internets) nicht mehr zeitgemäß“. Im Herbst 2009 wurde beim Amtsgericht Frankfurt am Main die Einleitung des Insolvenzverfahren beantragt und mit Beschluss vom 7. Oktober 2009 der Rechtsanwalt Holger Lessing zum (vorläufigen) Insolvenzverwalter bestellt. Anfang 2014 teilte das Amtsgericht Frankfurt mit, dass beabsichtigt ist, das Insolvenzverfahren mangels Masse nach § 211 Insolvenzordnung (InsO) einzustellen.

## Fortführung des NamensBrügelmannals Fahrradversandhandel
Am 1. April 2010 hat die Internetstores GmbH aus Esslingen am Neckar die Markenrechte an der Marke Radsport Brügelmann vom Insolvenzverwalter übernommen und betrieb, rechtlich in eigenem Namen, unter der alten Adresse bruegelmann.de einen Fahrrad-Onlineshop. Seit Ende April 2024 hat die Internetstores GmbH (und damit auch die Marke Brügelmann) ihren Betrieb stillgelegt.
Brügelmann besaß im Laufe seiner Geschichte eine Reihe von Eigenmarken. Das Unternehmen ließ Rahmen herstellen und vertrieb diese exklusiv über den eigenen Versandhandel. Die Eigenmarke Barellia der Gebrüder Brügelmann wurde nach der Insolvenz nicht weiter fortgeführt.